# Wadim Chołomiejew
Wadim Giennadjewicz Chołomiejew (ros. Вадим Геннадьевич Холомеев) – rosyjski brydżysta, World International Master (WBF), European Grand Master (EBL).

## Wyniki brydżowe

### Olimpiady
Na olimpiadach uzyskał następujące rezultaty:
| Olimpiady brydżowe. Zawody teamów | Olimpiady brydżowe. Zawody teamów | Olimpiady brydżowe. Zawody teamów | Olimpiady brydżowe. Zawody teamów | Olimpiady brydżowe. Zawody teamów | Olimpiady brydżowe. Zawody teamów |
| Rok                               | Miejsce                           | Zawody                            | Kategoria                         | Drużyna                           | Pozycja                           |
| --------------------------------- | --------------------------------- | --------------------------------- | --------------------------------- | --------------------------------- | --------------------------------- |
| 2012                              | Lille                             | 2. Olimpiada Sportów Umysłowych   | Open                              | Russia                            | 5                                 |
| 2008                              | Pekin                             | 1. Olimpiada Sportów Umysłowych   | Open                              | Russia                            | 29                                |
| 1996                              | Rodos                             | 10. Olimpiada Teamów              | Open                              | Russia                            | 5                                 |

### Zawody światowe
W światowych zawodach zdobył następujące lokaty:
| Mistrzostwa Świata. Konkurencja teamów | Mistrzostwa Świata. Konkurencja teamów | Mistrzostwa Świata. Konkurencja teamów  | Mistrzostwa Świata. Konkurencja teamów | Mistrzostwa Świata. Konkurencja teamów | Mistrzostwa Świata. Konkurencja teamów |
| Rok                                    | Miejsce                                | Zawody                                  | Kategoria                              | Drużyna                                | Pozycja                                |
| -------------------------------------- | -------------------------------------- | --------------------------------------- | -------------------------------------- | -------------------------------------- | -------------------------------------- |
| 2011                                   | Veldhoven                              | 40. Mistrzostwa Świata Teamów           | Trans                                  | Parimatch                              | 3                                      |
| 2010                                   | Filadelfia                             | 13. Seria Mistrzostw Świata             | Open                                   | Parimatch                              | 17                                     |
| 2009                                   | São Paulo                              | 39. Mistrzostwa Świata Teamów           | Open                                   | Russia                                 | 5                                      |
| 2009                                   | São Paulo                              | 39. Mistrzostwa Świata Teamów           | Trans                                  | Russia                                 | 4                                      |
| 2007                                   | Szanghaj                               | 38. Mistrzostwa Świata Teamów           | Trans                                  | Moscow                                 | 35                                     |
| 2006                                   | Werona                                 | 12. Mistrzostwa Świata                  | Open                                   | Kirilenko                              | 129                                    |
| 2005                                   | Estoril                                | 37. Mistrzostwa Świata Teamów           | Open                                   | Russia                                 | 13                                     |
| 2002                                   | Montreal                               | 11. Mistrzostwa Świata                  | Open                                   | Gromov                                 | 33                                     |
| 2001                                   | Paryż                                  | 35. Mistrzostwa Świata Teamów           | Trans                                  | Gromov                                 | 21                                     |
| 2001                                   | Paryż                                  | 35. Mistrzostwa Świata Teamów           | Open                                   | Russia                                 | 10                                     |
| 1998                                   | Lille                                  | 10. Mistrzostwa Świata                  | Open                                   | Gromov                                 | 33                                     |
| 1997                                   | Hammamet                               | 33. Mistrzostwa Świata Teamów           | Trans                                  | Rekunov                                | 45                                     |
| 1996                                   | Rodos                                  | 1. Mistrzostwa Świata Teamów Mikstowych | Miksty                                 | Zlotov                                 | 65                                     |

| Mistrzostwa Świata. Konkurencja par | Mistrzostwa Świata. Konkurencja par | Mistrzostwa Świata. Konkurencja par | Mistrzostwa Świata. Konkurencja par | Mistrzostwa Świata. Konkurencja par | Mistrzostwa Świata. Konkurencja par |
| Rok                                 | Miejsce                             | Zawody                              | Kategoria                           | Partner                             | Pozycja                             |
| ----------------------------------- | ----------------------------------- | ----------------------------------- | ----------------------------------- | ----------------------------------- | ----------------------------------- |
| 2010                                | Filadelfia                          | 13. Mistrzostwa Świata              | Open                                | Jurij Chiuppenen                    | 53                                  |
| 2006                                | Werona                              | 12. Mistrzostwa Świata              | Open                                | Jurij Chiuppenen                    | 29                                  |
| 1998                                | Lille                               | 10. Mistrzostwa Świata              | Miksty                              | Wiktorija Wolina                    | 66                                  |
| 1994                                | Albuquerque                         | 9. Mistrzostwa Świata               | Open                                | Jurij Chiuppenen                    | 71                                  |

| Mistrzostwa Świata. Konkurencja indywidualna | Mistrzostwa Świata. Konkurencja indywidualna | Mistrzostwa Świata. Konkurencja indywidualna | Mistrzostwa Świata. Konkurencja indywidualna | Mistrzostwa Świata. Konkurencja indywidualna | Mistrzostwa Świata. Konkurencja indywidualna |
| Rok                                          | Miejsce                                      | Zawody                                       | Kategoria                                    | Pozycja                                      |                                              |
| -------------------------------------------- | -------------------------------------------- | -------------------------------------------- | -------------------------------------------- | -------------------------------------------- | -------------------------------------------- |
| 1998                                         | Ajaccio                                      | 4. Indywidualne Mistrzostwa Świata           | Open                                         | 40                                           |                                              |

### Zawody europejskie
W europejskich zawodach zdobył następujące lokaty:
| Zawody europejskie. Konkurencja teamów | Zawody europejskie. Konkurencja teamów | Zawody europejskie. Konkurencja teamów    | Zawody europejskie. Konkurencja teamów | Zawody europejskie. Konkurencja teamów | Zawody europejskie. Konkurencja teamów |
| Rok                                    | Miejsce                                | Zawody                                    | Kategoria                              | Drużyna                                | Pozycja                                |
| -------------------------------------- | -------------------------------------- | ----------------------------------------- | -------------------------------------- | -------------------------------------- | -------------------------------------- |
| 2012                                   | Dublin                                 | 51. Mistrzostwa Europy Teamów             | Open                                   | Russia                                 | 10                                     |
| 2011                                   | Bad Honnef                             | 10. Puchar Europy                         | Open                                   | Lazy                                   | 5                                      |
| 2010                                   | Izmir                                  | 9. Puchar Europy Teamów                   | Open                                   | Matushko-Rus                           | 3                                      |
| 2010                                   | Ostenda                                | 50. Mistrzostwa Europy Teamów             | Open                                   | Russia                                 | 8                                      |
| 2009                                   | San Remo                               | 4. Otwarte Mistrzostwa Europy             | Open                                   | Lazy                                   | 73                                     |
| 2008                                   | Pau                                    | 49. Mistrzostwa Europy Teamów             | Open                                   | Russia                                 | 2                                      |
| 2007                                   | Antalya                                | 3. Otwarte Mistrzostwa Europy             | Open                                   | Kirilenko                              | 41                                     |
| 2005                                   | Teneryfa                               | 2. Otwarte Mistrzostwa Europy             | Open                                   | Rekunov                                | 61                                     |
| 2004                                   | Malmö                                  | 47. Mistrzostwa Europy Teamów             | Open                                   | Russia                                 | 4                                      |
| 2003                                   | Mentona                                | 1. Otwarte Mistrzostwa Europy             | Open                                   | Gromov                                 | 41                                     |
| 2002                                   | Ostenda                                | 7. Mistrzostwa Europy Mikstów             | Miksty                                 | Volina                                 | 91                                     |
| 2001                                   | Teneryfa                               | 45. Mistrzostwa Europy Teamów             | Open                                   | Russia                                 | 4                                      |
| 2000                                   | Bellaria                               | 6. Mistrzostwa Europy Mikstów             | Miksty                                 | Volina                                 | 3                                      |
| 1999                                   | Malta                                  | 44. Mistrzostwa Europy Teamów             | Open                                   | Russia                                 | 9                                      |
| 1998                                   | Akwizgran                              | 5. Mistrzostwa Europy Mikstów             | Miksty                                 | Volina                                 | 8                                      |
| 1997                                   | Montecatini                            | 43. Mistrzostwa Europy Teamów             | Open                                   | Russia                                 | 12                                     |
| 1994                                   | Papendal                               | 14. Młodzieżowe Mistrzostwa Europy Teamów | Juniorzy                               | Russia                                 | 6                                      |

| Zawody europejskie. Konkurencja par | Zawody europejskie. Konkurencja par | Zawody europejskie. Konkurencja par | Zawody europejskie. Konkurencja par | Zawody europejskie. Konkurencja par | Zawody europejskie. Konkurencja par |
| Rok                                 | Miejsce                             | Zawody                              | Kategoria                           | Partner                             | Pozycja                             |
| ----------------------------------- | ----------------------------------- | ----------------------------------- | ----------------------------------- | ----------------------------------- | ----------------------------------- |
| 2007                                | Antalya                             | 3. Otwarte Mistrzostwa Europy       | Open                                | Jurij Chiuppenen                    | 23                                  |
| 2002                                | Ostenda                             | 7. Mistrzostwa Europy Mikstów       | Mikst                               | Wiktorija Wolina                    | 94                                  |
| 2000                                | Bellaria                            | 6. Mistrzostwa Europy Mikstów       | Mikst                               | Wiktorija Wolina                    | 157                                 |
| 1998                                | Akwizgran                           | 5. Mistrzostwa Europy Mikstów       | Mikst                               | Wiktorija Wolina                    | 380                                 |

## Klasyfikacja
- Wadim Chołomiejew – klasyfikacja WBF (ang.)
- Wadim Chołomiejew – klasyfikacja EBL (ang.)
- Wadim Chołomiejew – klasyfikacja FSBR (ros.)